# Łukawica (rzeka)
Łukawica – rzeka we wschodniej Polsce, prawobrzeżny dopływ Sanu. Jej źródło znajduje się we wsi Słupie przy drodze wojewódzkiej nr 857. Łączy się z Sanem w granicach administracyjnych wsi Wola Rzeczycka w gminie Radomyśl nad Sanem, naprzeciwko leżącej na lewym brzegu Sanu Wólki Turebskiej. W Brzezinach i Malińcu Łukawica zasila dwa kompleksy stawów rybnych a niedaleko Rzeczycy Długiej wpływa do niej struga Dębowiec. W Kępie Rzeczyckiej  z prawej strony wpływa do niej strumień  wypływający z okolic Goliszowca przepływający przez bagnisty teren w Dąbrowie Rzeczyckiej.  
Cechą charakterystyczną Łukawicy i jej dopływów m.in. Dębowca jest duży udział  udział stawów rybnych oraz bagien w zlewni. Łukawica na odcinku ok. 3 kilometrów w środkowym biegu przepływa obok rezerwatu przyrody Łęka, stanowiąc jego wschodnią granicę. 
Koryto rzeki jest piaszczyste, miejscami ilaste. W Łukawicy stwierdzono występowanie 8 gatunków ryb: szczupaka, płoci, śliza, kiełbia pospolitego, jelca pospolitego, okonia pospolitego, jazia i sumika karłowatego. W rzece żyją także bobry, ich liczne tamy można spotkać na całej długości Łukawicy.

## Wsie nad rzeką
- Słupie
- Brzeziny
- Maliniec
- Goliszowiec
- Rzeczyca Długa
- Musików
- Rzeczyca Okrągła
- Kępa Rzeczycka